# 우마이야 왕조의 히스파니아 정복

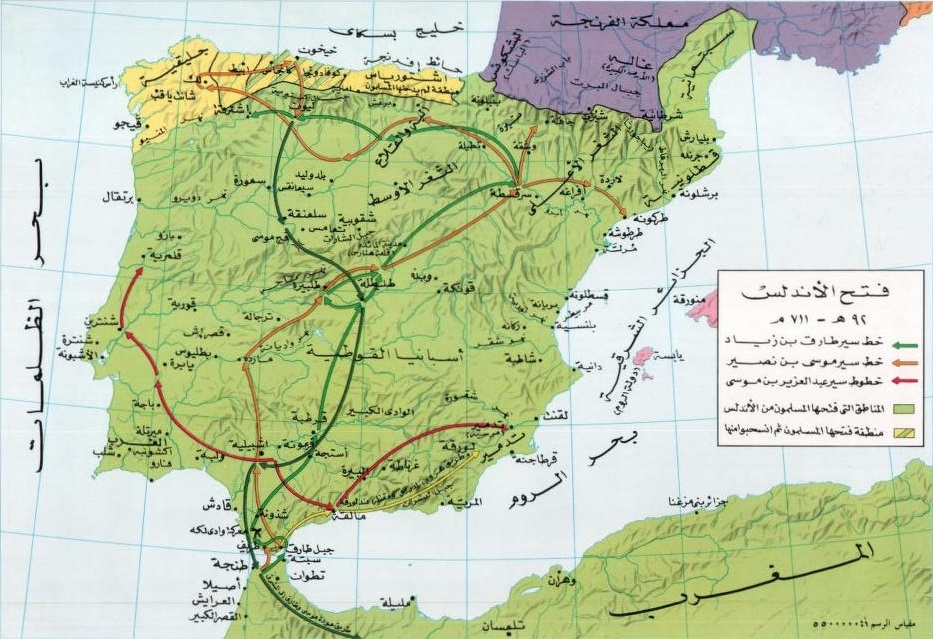

우마이야 왕조의 히스파니아 정복(아랍어: الفتح الإسلامي للأندلس, 스페인어: Conquista musulmana de la península ibérica, 포르투갈어: Invasão muçulmana da Península Ibérica)은 우마이야 왕조가 711년부터 788년까지 히스파니아로 크게 확장한 것을 말한다. 이로써 서고트 왕국이 멸망하고 아브드 알라흐만 1세가 통치하는 코르도바 토후국이 세워지게 된다.

## 같이 보기
- 레콩키스타